# دير هايلاندر
دير هايلاندر هو أحد الأديرة الأرثوذكسية الشرقية العشرين في الجبل المقدس في اليونان، وهو الدير الصربي الأرثوذكسي الوحيد هناك. تأسس الدير عام 1198 على يد اثنين من الصرب من الإمارة الصربية الكبرى، وهما ستيفان نيمانيا (القديس سيميون) وابنه القديس سافا. كان القديس سيميون أميرًا كبيرًا لصربيا سابقًا (1166–1196)، وبعد تنازله عن العرش اتخذ نذور الرهبنة وأصبح راهبًا عاديًا. انضم لاحقًا إلى ابنه القديس سافا الذي كان موجودًا بالفعل في الجبل المقدس، والذي أصبح لاحقًا أول رئيس أساقفة لصربيا. أصبح الدير بعد تأسيسه مركزًا محوريًا للحياة الدينية والثقافية الصربية، كما تولى دور «أول جامعة صربية». يُصنف الدير في المرتبة الرابعة ضمن التسلسل الهرمي للأديرة العشرين المستقلة في الجبل المقدس.
يُعتبر الدير الصربي التاريخي في الجبل المقدس، والذي يقطنه تقليديًا رهبان أرثوذكس صرب. تُعتبر والدة الإله من خلال أيقونتها المعروفة «ثلاثية الأيدي» (ترويروتشيتسا) رئيسةً رمزية للدير. يبلغ عدد الرهبان العاملين في الدير حوالي 45 راهبًا.

## أصل التسمية
يعود أصل اسم «هايلاندر» على الأرجح إلى الكلمة اليونانية «خيلانديون»، وهي نوع من سفن النقل البيزنطية التي كان يُطلق على قائدها لقب «هيلانداريوس».

## التأسيس
تأسس الدير عام 1198؛ إذ أصدر الإمبراطور البيزنطي أليكسيوس الثالث أنجيلوس (1195–1203) بتشجيع من مجتمع الرهبان في الجبل المقدس مراسيم ذهبية (خريسوبول) تمنح الدير القديم هيلانداريس «للصرب كهدية أبدية...»، مُحددًا أن يُخصص «لقبول الأشخاص من أصل صربي الذين يسعون لاتباع نمط الحياة الرهبانية، على غرار الأديرة التابعة لإيبيريا وأمالفي الموجودة على الجبل، مع إعفائها من أي سلطة، بما في ذلك سلطة البروتوس». سُلمت هايلاندر بعد ذلك إلى القديس سافا والقديس سيميون بمهمة تأسيس وتمويل دير جديد، رُفع إلى مرتبة إمبراطورية. ومنذ ذلك الحين، أصبح الدير حجر الزاوية في الحياة الدينية والتعليمية والثقافية للشعب الصربي.
قام القديس سافا والقديس سيميون ببناء كنيسة «دخول السيدة والدة الإله إلى الهيكل» المشتركة بين عامي 1198 و1200 بعد ترسيخ السلطة الصربية داخل الدير، مع إضافة برج القديس سافا، وبرج كامبانسكي، وغرف الرهبنة (الخلايا) الخاصة بالقديس سيميون. وقد موَّل هذه الترميمات ستيفان «المُتَوَّج الأول» - الابن الأوسط للقديس سيميون والأخ الأكبر للقديس سافا - الذي كان أميرًا كبيرًا لصربيا وملكًا لها. أصدر القديس سيميون بصفته مؤسس هايلاندر وثيقة تأسيس خاصة (خريسوبول) بقيت حتى الحرب العالمية الثانية، لكنها تلاشت خلال عملية «العقاب» (الغارة الجوية الشهيرة التي شنّتها ألمانيا النازية في 6 أبريل 1941 على بلغراد)، والتي دمرت مبنى المكتبة الوطنية الصربية في منطقة كوسانتشيتشيف فيناك بالكامل. انتقل مئات الرهبان من صربيا إلى الدير بعد عام 1199، بينما خُصصت له مساحات كبيرة من الأراضي (ميتوكيات) وعوائد ضريبية من قرى عديدة، خاصةً من منطقة ميتوهيا في صربيا.
تُوفي القديس سيميون في الدير في 13 فبراير 1200، ودُفن بجوار الكنيسة الرئيسية «دخول السيدة والدة الإله إلى الهيكل». بقي جثمانه في هايلاندر حتى عام 1208، حين نُقل رفاته المُعَطَّرَ بالْمُر إلى صربيا ودُفن في كنيسة دير ستودينيتسا الأم - التي تُعتبر «أم الكنائس الصربية» - وفقًا لرغبته الأصلية التي أعلنها قبل اكتمال بناء الدير عام 1196. بعد نقل رفاته، نَمَتْ كروم عنب شهيرة عالميًا في مكان قبره القديم، ما زالت تُنتج حتى اليوم عنبًا وبذورًا عجائبيّة تُرسَل إلى مختلف الأنحاء كبركة للأزواج الذين لا أطفال لهم. انتقل القديس سافا إلى خليته الزهدية في كارييس بعد وفاة والده، حيث أتم كتابة «دستور كارييس» - كتاب توجيهات رهبانية - الذي شكَّل أساس حركة الرهبنة الزهدية في جميع الأراضي الصربية. كما ألَّف «دستور هايلاندر» الذي نظَّم الحياة الروحية في الأديرة، وترتيب الصلوات، وواجبات المجتمعات الرهبانية. استوحى دستور هايلاندر جزئيًا من دستور دير والدة الإله إفيرجيتيس في القسطنطينية.

## فترة نيمانيش والإمبراطورية البيزنطية المتأخرة
خضع الجبل المقدس بأكمله للاحتلال اللاتيني بعد الحملة الصليبية الرابعة ونهب الصليبيين للقسطنطينية عام 1204، مما عرض أديرته لنهب غير مسبوق. نتيجة لذلك، سافر القديس سافا إلى صربيا لتأمين المزيد من الموارد والدعم للدير. كما قام برحلة إلى الأراضي المقدسة حيث زار لافرا القديس ساباس المُقدَّس في فلسطين. هناك، تلقى أقدس آثار هايلاندر، أي أيقونة والدة الإله ذات الأيدي الثلاثة العجائبية (تروجيروتشيتسا) التي رسمها القديس يوحنا الدمشقي. وفقًا للوصية الأخيرة للقديس يوحنا الدمشقي، أمر إخوة دير مار سابا بإضافة هذه الأيقونة العجائبية إلى النبوءة القديمة التي وضعها مؤسس الدير القديس ساباس المُقدَّس. فقد أوصى القديس ساباس المُقدَّس رهبانه قبل قرون بالتبرع بأيقونة «والدة الإله المُرضعة» وعصا الهيغومين (رئيس الدير) الخاصة به إلى «الراهب المُسَمَّى باسمه من سلالة ملكية قادم من أرض بعيدة»، والذي سيختبر – خلال حجه إلى الدير – سقوط عصا الهيغومين من مكانها المثبت فوق قبر القديس ساباس إلى الأرض، بينما كان يبجل الأيقونات ويصلي في ذلك المكان.
قدَّم الملكان الصربيان ستيفان رادوسلاف وستيفان فلاديسلاف - ابنا أخَوَيِ القديس سافا - هبات كبيرة للدير عبر منحه أراضي جديدة وعوائد مالية. لمواجهة آثار النهب الصليبي اللاتيني، بنى الملك كورش الكبير سورًا دفاعيًا ضخمًا حول الدير يتضمن برجًا حاميًا سُمي باسم «برج التجلي» المسيحي. كما وسّع الملك دراغوتين العوائد المالية والدخل من الأراضي والميتوكيات (التبعيات الرهبانية) التابعة للدير، وشارك في تحسين وتعزيز التحصينات الدفاعية. اجتاحت جمهورية الرهبان موجة جديدة من الغارات بعد انتهاء الاحتلال اللاتيني لهذا الجزء من بيزنطة. شنّت قوات المرتزقة القراصنة التابعة للشركة الكتالونية الكبرى غارات متكررة على الجبل المقدس في أوائل القرن الرابع عشر، إذ نهبت وأخربت العديد من الأديرة، وسرقت الكنوز والآثار المسيحية، وأرهبت الرهبان.
نجا هايلاندر و 35 ديرًا آخرين، من بين 300 دير ومجتمع رهباني كانوا موجودين على الجبل، من عنف العقد الأول من القرن الرابع عشر. يعود فضل هذه النجاة إلى نائب الهيغومين (رئيس الدير) الماهر دانيلو الذي قاد الدير آنذاك، والذي أصبح لاحقًا رئيس أساقفة صربيا تحت اسم دانيلو الثاني.
لعب الملك الصربي ميلوتين دورًا رئيسيًا في بناء مجمع دير هايلاندر عبر إعادة بنائه وتوسعته. ففي عام 1320، أعاد بناء الكنيسة الرئيسية «دخول السيدة والدة الإله إلى الهيكل» بالكامل، لتصبح بشكلها الحالي رمزًا للدير. امتدّ المجمع الرهباني شمالًا ليشمل خلايا رهبانية جديدة وتحصينات مُعزَّزة. خلال حكمه، أُكمل بناء عدة أبراج، أبرزها «برج ميلوتين» (يقع بين أرصفة الدير وجداره الشرقي) و«برج خروشيا» أو «برج بازيل» (المطل على الشاطئ). كما أضاف ميلوتين بوابة رئيسية جديدة تضم كنيسة مكرَّسة للقديس نيقولاوس، بالإضافة إلى قاعة طعام جديدة للدير.
شهد عهد ميلوتين أعمالًا فنية أيقونية فريدة، بدءًا من تزيين الكنيسة الرئيسية مرورًا بقاعة الطعام ووصولًا إلى كنيسة المقبرة. خلال هذه الفترة، ازداد عدد الرهبان الصرب بشكل كبير، ووصلت الرهبنة إلى ذروة ازدهارها، خاصة بعد تبرع الإمبراطور البيزنطي أندرونيكوس الثاني باليولوج بمساحات واسعة من الأراضي في اليونان إلى أملاك الدير.